# Paddulk
Paddulk (Cottunculus microps) är en paddyngelliknande fisk i familjen paddulkar i ordningen kindpansrade fiskar.

## Beskrivning
Paddyngelliknande fisk med stort huvud och liten kropp. Huvudet har 4 låga benknölar, men, till skillnad från de snarlika simporna, inga taggar. Huden är fjällös men sträv, och är gråaktig med 3 – 4 mörkare, breda tvärband. Hakan har flera slemgropar, och gällocket 4 upphöjningar. Paddulken kan bli upp till 30 cm. Hanen, som känns igen på att han har en könspapill vid anus, blir störst.

## Vanor
Paddulken är en bottenfisk som föredrar mjuka bottnar på ett djup mellan 150 och 1 300 m, vanligen inte djupare än drygt 200 m. Födan utgörs av havsborstmaskar, pungräkor, märlkräftor och havsspindlar.

### Fortplantning
Fisken leker vintertid, då honan lägger omkring 200 klibbiga ägg som fastnar på bottnen. Äggen kläcks efter 1,5 till 2 månader, larverna är pelagiska som små.

## Utbredning
Paddulken finns i norra Atlanten från Engelska kanalen via Nordsjön och norska kusten till Svalbard, sydvästra Barents hav, Färöarna och Island. Vidare via södra och mellersta Grönland till Saint Lawrenceviken i Kanada och söderöver till New Jersey i USA. 